# Raión de Pinsk
Pinsk (en bielorruso: Пінскі раён) es un raión o distrito de Bielorrusia, en la provincia (óblast) de Brest. 
Comprende una superficie de 3256 km².
Su centro administrativo es la ciudad de Pinsk, que está constituida como ciudad subprovincial y no forma parte del raión.

## Demografía
Según estimación 2010 contaba con una población total de 51997 habitantes.

## Subdivisiones
Comprende el asentamiento de tipo urbano de Lahishyn y los siguientes 24 consejos rurales:
- Asniézhycy
- Ajova
- Bóbryk
- Barýchavichy
- Biarózavichy
- Valishcha
- Haradzishcha
- Dúbaye
- Kamien
- Kalavúravichy
- Lahishyn
- Lapátsina
- Lásitsk
- Lyshcha
- Malótkavichy
- Miérchytsy
- Novy Dvor
- Parachonsk
- Tabulki
- Pínkavichy
- Pliéshchytsy
- Soshna
- Stavok
- Joina